# Neojaera caeca
Neojaera caeca là một loài chân đều trong họ Janiridae. Loài này được Kussakin miêu tả khoa học năm 1984.